# Pyramica studiosi
Pyramica studiosi är en myrart som först beskrevs av Wheeler 1934.  Pyramica studiosi ingår i släktet Pyramica och familjen myror. Inga underarter finns listade i Catalogue of Life.